# Тёплое (деревня, городской округ город Тула)
Тёплое — деревня в Тульской области России. 
В рамках организации местного самоуправления входит в городской округ город Тула, в рамках административно-территориального устройства — в Торховский сельский округ Ленинского района Тульской области.

## География
Расположена в 21 километре к северо-востоку от областного центра, города Тула (по прямой от Тульского кремля), на автомобильной трассе Р-132, на участке Тула — Венёв.

## История
До 1990-х годов деревня входила в Торховский сельский совет. В 1997 году стала частью Торховского сельского округа Ленинского района Тульской области. 
В рамках организации местного самоуправления с 2006 до 2014 годы включалась в Медвенское сельское поселение Ленинского района, с 2015 года входит в Пролетарский территориальный округ в рамках городского округа город Тула.

## Население
| 2010 |
| ---- |
| 29   |